# Pyszczak wysmukły
Pyszczak wysmukły (Labeotropheus trewavasae) – gatunek słodkowodnej ryby z rodziny pielęgnicowatych (Cichlidae). Bywa hodowana w akwariach. Zaliczana do pyszczaków z grupy mbuna.

## Występowanie
Gatunek endemiczny jeziora Malawi w Afryce.

## Opis
Długość 8–12 cm. Ryba terytorialna. Wymaga dużego zbiornika z licznymi kryjówkami.

## Warunki w akwarium
| Zalecane warunki w akwarium | Zalecane warunki w akwarium         |
| --------------------------- | ----------------------------------- |
| Zbiornik                    | średni lub duży                     |
| Temperatura wody            | 24–27 °C                            |
| Twardość wody               | 8–25°n                              |
| Skala pH                    | 7,5–8,5                             |
| Pokarm                      | roślinny, głównie glony, płatkowany |